# تاتی طالقانی
تاتی طالقانی یا گویش طالقانی گویشی از زبان‌های ایرانی شمال غربی و زیرمجموعهٔ زبان تاتی ایران می‌باشد. گویش طالقانی به دو گویش تاتی طالقانی و طبری طالقانی تقسیم می‌شود. به عقیده صاحب نظران گویش مردم طالقان به دو دسته طبری طالقانی و تاتی طالقانی تقسیم می‌شود. روستاهایی که بین جوستان و کوه‌های کندوان قرار گرفته‌اند به لهجه مازندرانی سخن می‌گویند. از جوستان به سمت باختر به تاتی با لهجه طالقانی سخن می‌گویند. زبان مردم طالقان مازندرانی و تاتی است و لهجه آنها طالقانی می‌باشد و فقط در روستای میناوند مردم به زبان ترکی سخن می‌گویند. به گفته اعظام الوزاره زبان اهل طالقان مرکب است از لهجه و لسان قزوینی و طبرستانی چون با این دو ولایت همسایگی و مجاورت دارند و از هر دو سمت وضع تکلم و تلفظ خود را اقتباس نموده است.به عقیده زبان‌شناسان گویش طالقانی مرز انتقال گویش کاسپین (مازندرانی و گیلکی)، تاتی و فارسی می‌باشد. گویش طبری طالقانی گویشی از زبان مازندرانی و زیر مجموعه گویش کلارستاقی می‌باشد که به گویش مردم شهرستان چالوس شباهت دارد و برخی ویژگی‌های نحوی آن به گویش‌های مازندرانی گونه همچون شمیرانی شباهت دارد. آبادی‌های بالا طالقان همچون گته ده، اسکان، دهدر، درا پی، گرآب، ناریان، مهران، خیکان و پراچان به گویش طبری طالقانی گویش می‌کنند.

## تقسیم‌بندی
به عقیده حبیب برجیان شهمیرزاد، قصران و ساوجبلاغ، طالقان و الموت و کلاردشت و تنکابن یا کاسپی مرکزی گونه‌های زبانی پیرامون مازندران محسوب می‌شوند. این پژوهشگر زبان طبری علاوه بر زبان، رسوم مشترک را همدیگر ویژگی شهروندان حوزه زبان کاسپی دانست و گفت: آیین تیرماه سیزده شو از ویژگی‌های مشترک گیلان و مازندران است. مردم طالقان و الموت هم از این جشن سخن می‌گفتند. در کتاب استان‌شناسی البرز چاپ وزارت آموزش و پرورش، گویش مناطقی از کرج و طالقان، ساوجبلاغ شبیه به مازندرانی عنوان است. گویش طالقانی می‌تواند گونه‌ای از زبان‌های شبهه طبری باشد. برخی از صاحب‌نظران نیز گویش طالقانی را از گویش‌های تاتی‌گونه می‌دانند. گرچه گویش مردم طالقان با گویش تات‌های دیگر مناطق ایران تفاوت دارد. به گفته منیژه یوحنایی حوزه گستردگی زبان مازندرانی از شرق تا گرگان از جنوب تا شهمیرزاد، سنگسر، فیروزکوه، دماوند، لواسانات و مناطق شمالی امامزاده داوود و طالقان و از غرب تا تنکابن است.

## گویش‌های طالقان
گویش‌های طالقان به دو دسته طالقانی و طبری طالقانی تقسیم می‌شود.
1. گویش طالقانی: این گویش از جوستان به غرب و در تمام آبادی‌ها پایین طالقان میان طالقان و کنارود گویش می‌شود.
2. طبری طالقانی: این گویش از کندوان تا جوستان گویش می‌شود و بیشتر آبادی بالا طالقان به جز جوستان را درمی‌گیرد.

همچنین یک زبان رمزی به نام «پَس‌پَسایی» یا «سَپ‌سَپایی» در طالقان وجود دارد که گویا فشارهای اجتماعی زمان مغول سبب ایجاد آن شده است. بیشتر واژگان این زبان رمز واژگون شده هستند.

## دستور زبان

### ضمایر
در گویش طالقانی ضمیر سه حالت دارد: فاعلی، مفعولی و ملکی.
| ضمیر            | ۱ مفرد    | ۲ مفرد | ۳ مفرد | ۱ جمع | ۲ جمع  | ۳ جمع |
| --------------- | --------- | ------ | ------ | ----- | ------ | ----- |
| فاعلی، طالقانی  | men       | te/to  | u      | mâ    | šemâ   | ošan  |
| مفعولی، طالقانی | mene/mere | tere   | ure    | mâre  | šemâre | ošane |
| ملکی، طالقانی   | meni/mi   | ti     | uyi    | mâyi  | šemayi | ošani |

### شناسه
در گویش طالقانی شناسه به صورت زیر می‌باشد.
در زبان فارسی دو دسته شناسه داریم: گذشته و حال. اما در گویش طالقانی سه دسته شناسه داریم: گذشته، حال ساده و حال التزامی.
۱. گذشته:
- بن ماضی ساده: -biâma = آمد
- بن ماضی استمراری: -miyâma = می‌آمد

| گذشته | ۱ مفرد | ۲ مفرد | ۳ مفرد | ۱ جمع | ۲ جمع | ۳ جمع |
| ----- | ------ | ------ | ------ | ----- | ----- | ----- |
| شناسه | yama   | i/ey   | a/∅    | eym   | eyn   | ana   |

۲. حال ساده:
- بن مضارع اخباری: -miya= می‌آید

| حال ساده | ۱ مفرد | ۲ مفرد | ۳ مفرد | ۱ جمع | ۲ جمع | ۳ جمع |
| -------- | ------ | ------ | ------ | ----- | ----- | ----- |
| شناسه    | em     | i/ey   | a      | eym   | eyn   | an    |

۳. حال التزامی:
- بن مضارع التزامی: -biya = بیا

| حال التزامی | ۱ مفرد | ۲ مفرد | ۳ مفرد | ۱ جمع | ۲ جمع | ۳ جمع |
| ----------- | ------ | ------ | ------ | ----- | ----- | ----- |
| شناسه       | em/am  | ey     | a      | eym   | eyn   | an    |

### صرف فعل
در جدول زیر فعل آمدن (biâmiyan) بر اساس گویش طالقانی در زمان‌های مختلف صرف می‌شود.
| زمان/شخص          | ۱ مفرد            | ۲ مفرد         | ۳ مفرد          | ۱ جمع              | ۲ جمع               | ۳ جمع            |
| ----------------- | ----------------- | -------------- | --------------- | ------------------ | ------------------- | ---------------- |
| حال التزامی       | biyem             | biyey          | biya            | biyeym             | biyeyn              | biyan            |
| حال ساده          | miyem             | miyey          | miya            | miyeym             | miyeyn              | miyan            |
| حال درحال انجام   | darem-miyem       | dari-miyey     | dare-miya       | darim-miyeym       | darin-miyeyn        | daren-miyan      |
| گذشته ساده        | biyâmiyama        | biyâmiey       | biyâmia         | biyâmieym          | biyâmieyn           | biyâmiana        |
| گذشته استمراری    | miyâmiyama        | miyâmiey       | miyâmia         | miyâmieym          | miyâmieyn           | miyâmiana        |
| گذشته درحال انجام | dabiyam-miyâmiyam | dabiy-miyâmiey | dabiya- miyâmia | dabiyeym-miyâmieym | dabiyeyn- miyâmieyn | dabiyan-miyâmian |
| گذشته کامل        | biyâma biyam      | biyâma bi      | biyâma ba       | biyâma biyeym      | biyâma biyeyn       | biyâma biyan     |
| آینده             | mexâm biyem       | mexây biyey    | mexâ biya       | mxâym biyeym       | mexâyn biyeyn       | mexân biyan      |

در جدول زیر فعل گفتن (bagoten/boten) بر اساس گویش طالقانی در زمان‌های مختلف صرف می‌شود.
| زمان/شخص          | ۱ مفرد          | ۲ مفرد       | ۳ مفرد        | ۱ جمع            | ۲ جمع            | ۳ جمع           |
| ----------------- | --------------- | ------------ | ------------- | ---------------- | ---------------- | --------------- |
| حال التزامی       | bagom           | bagoi        | bagoa         | bagoim           | bagoin           | bagoan          |
| حال ساده          | migom           | migoi        | migoa         | migoim           | migoin           | migon           |
| حال درحال انجام   | darem-migom     | dari-migi    | dare-migoa    | darim-migim      | darin-migin      | daren-migon     |
| گذشته ساده        | bagotema        | bagoti       | bagote        | bagotim          | bagotin          | bagotena        |
| گذشته استمراری    | migotem         | migoti       | migota        | migotim          | migotin          | migoten         |
| گذشته درحال انجام | dabiyam-migotem | dabiy-migoti | dabiya-migota | dabiyeym-migotim | dabiyeyn-migotin | dabiyan-migoten |
| گذشته کامل        | bagote biyam    | bagote bi    | bagote ba     | bagote biyeym    | bagote biyeyn    | bagote biyan    |
| آینده             | mexâm bagom     | mexây bagoi  | mexâ bagoa    | mexâym bagoim    | mexâyn bagoin    | mexân bagoan    |

### نشانه جمع
در گویش طالقانی از نشانه‌های [on] و [kon] برای جمع استفاده می‌شود.
| دخترها | detar kon |
| گاوها  | go on     |

### حرف اضافه
حروف اضافه در گویش طالقانی به شرح زیر است.
| فارسی معیار | گویش طالقانی | گویش ساری |
| ----------- | ------------ | --------- |
| داخل        | dela         | dele      |
| برای        | be           | ve        |
| از          | de           | je        |
| را          | re           | re        |
| با          | hamrâ        | hemrâ     |
| زیر         | bon          | ben       |
| روی         | sar          | sar       |

| فارسی معیار | گویش طالقانی |
| ----------- | ------------ |
| برای من     | mi/meni be   |
| برای تو     | ti be        |
| از من       | mi/meni de   |
| از تو       | ti de        |
| پدر را      | piyar re     |
| دختر را     | detar re     |
| با تو       | ti hamrâ     |
| زیر میز     | mizi bon     |
| بالا میز    | mizi sar     |

### افعال
- صرف فعل شدن (babiyan) در زمان حال، گذشته و حال التزامی به گویش طالقانی.

| فعل شدن          | ۱ مفرد   | ۲ مفرد | ۳ مفرد | ۱ جمع    | ۲ جمع    | ۳ جمع    |
| ---------------- | -------- | ------ | ------ | -------- | -------- | -------- |
| زمان حال         | mibom    | mibi   | miboe  | mibim    | mibin    | mibon    |
| زمان گذشته       | babiyama | babiy  | babiya | babiyeym | babiyeyn | babiyana |
| زمان حال التزامی | babum    | babi   | babu   | babim    | babin    | babun    |

- صرف فعل بودن (biyan) در زمان حال و گذشته به گویش طالقانی.

| فعل شدن    | ۱ مفرد  | ۲ مفرد | ۳ مفرد | ۱ جمع  | ۲ جمع  | ۳ جمع   |
| ---------- | ------- | ------ | ------ | ------ | ------ | ------- |
| زمان حال   | hassema | hassi  | hassa  | hassim | hassin | hassena |
| زمان گذشته | biyam   | bi     | ba     | biyeym | biyeyn | biyan   |

- صرف فعل بودن در جایی (daben)در زمان حال، گذشته و حال التزامی در زمان‌های مختلف به گویش طالقانی.

| فعل شدن          | ۱ مفرد        | ۲ مفرد       | ۳ مفرد      | ۱ جمع          | ۲ جمع          | ۳ جمع         |
| ---------------- | ------------- | ------------ | ----------- | -------------- | -------------- | ------------- |
| زمان حال         | darem         | dari         | dare        | darim          | darin          | daren         |
| زمان گذشته       | dabem         | dabiy        | daba        | dabeim         | dabein         | daban         |
| زمان حال التزامی | dabum/dabâšem | dabui/dabâši | dabu/dabâše | dabuim/dabâšim | dabuin/dabâšin | dabun/dabâšen |

### واژگان
شماری از واژه‌های طالقانی و مقایسه آن با گویش کلارستاقی (چالوس) و فارسی:
| گویش طالقانی | گویش کلارستاقی (چالوس) | فارسی     |
| ------------ | ---------------------- | --------- |
| piyar        | piyar                  | پدر       |
| mâr          | mâr                    | مادر      |
| šu mâr       | ši mâr                 | مادر شوهر |
| zan berâr    | zan berâr              | برادر زن  |
| xaxor/xoar   | xaxor                  | خواهر     |
| berâr        | berâr                  | برادر     |
| pesser       | rikâ/peser             | پسر       |
| detar        | kijâ/detar             | دختر      |
| darzen       | darzen                 | سوزن      |
| dim          | dim                    | صورت      |
| emšo         | emšu                   | امشب      |
| isa          | esâ                    | اکنون     |
| kaše         | kaše                   | بغل       |
| vâš          | vâš                    | علف       |
| bon          | ben                    | پشت       |
| joz/aquz     | aquz                   | گردو      |
| verg         | verg                   | گرگ       |
| dela/miyân   | dele                   | داخل      |
| xana/sere    | xana/sere              | خانه      |